# Sybistroma henanus
Sybistroma henanus är en tvåvingeart som först beskrevs av Yang 1996.  Sybistroma henanus ingår i släktet Sybistroma och familjen styltflugor.
Artens utbredningsområde är Henan (Kina). Inga underarter finns listade i Catalogue of Life.